# رینا سوزوکی
رینا سوزوکی (鈴木 理菜، زادهٔ ۲۱ اوت ۱۹۹۱، استان نارا، ژاپن)، که بیشتر با نام کامل یا با نام هنری خود رینا شناخته می‌شود، یک موسیقی‌دان، خواننده و ترانه‌سرا ژاپنی است. او درامر و خواننده گروه راک ژاپنی Scandal است. سوزوکی همچنین بخشی از یک سوپرگروه به نام ارکستر هالووین جونکی است که توسط نوازندگان مطرحی مانند Hyde و K.A.Z of Vamps برای تک آهنگ پرطرفدار هالووین رهبری می‌شود.